# Amanda Borden
Amanda Kathleen Borden (née le 10 mai 1977) est une gymnaste américaine. Elle remporte notamment la médaille d'or par équipe aux Jeux olympiques d'Atlanta en 1996.

## Palmarès

### Autres
- American Cup 1995 :
  -  3e au concours général